# 전치태반
전치태반(前置胎盤, placenta praevia)은 태반이 내자궁을 부분적으로 전체를 덮어버리는 산과학적 합병증이다. 분만전출혈(질출혈)의 주 병인이다. 모든 분만의 약 0.4~0.5%에 영향을 미친다.

## 증상
전치태반이 있는 여성들은 무통의 밝고 빨간 질출혈을 종종 보인다.

## 병인
전치태반의 정확한 병인은 알려져 있지 않다. 과거의 정신적 외상, 수술, 감염에서 비롯된 상처, 위축에 의한 자궁내막의 비정상적인 혈관화와 관련되어 있다는 설이 있다.

### 분류
전통적으로, 4가지 등급(전 전치태반, 부분 전치태반, 변연 전치태반, 하위태반)이 사용되었으나, 현재는 메이저(major)와 마이너(minor)로 단순하게 구별하는 것이 더 일반적이다.
| 유형   | 설명                                                     |
| ------ | -------------------------------------------------------- |
| 마이너 | 태반이 자궁 하부에 있지만, 자궁경관의 내구를 덮지 않는다 |
| 메이저 | 태반이 자궁 하부에 있지만, 자궁경관의 내구를 덮는다.     |